# 김대견

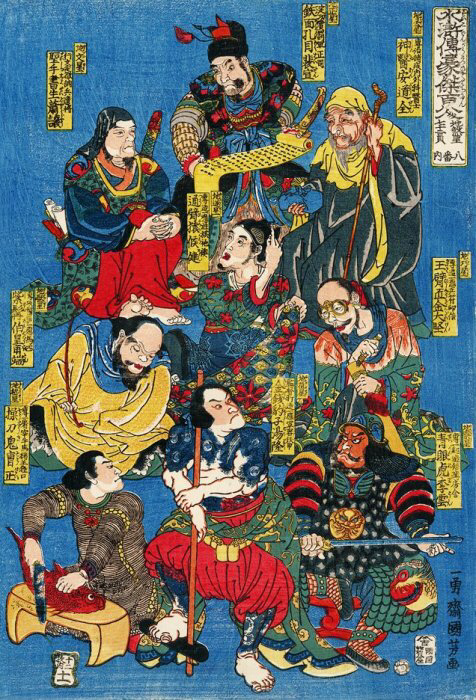

김대견(金大堅)은 중국의 사대기서(四大奇書) 중 하나인 《수호전》(水滸傳)에 등장하는 인물로, 108성 중 66위이자 지살성(地煞星)의 지교성(地巧星)에 해당한다. 옥석(玉石)의 조각(彫刻) 및 인각(印刻)에 능숙하다 하여 옥비장(玉臂匠)이라는 별호로 불리며, 소양(蕭樣)과 마찬가지로 처자(妻子)를 보유했다.

## 생애
제주(濟州) 출신으로 본래 비석(碑石)에 비문(碑文)을 새기는 일이나 인감(印鑑)의 제작, 보석(寶石)의 조각(彫刻) 등을 하며 생계를 유지하고 있었으며, 주변 사람들에게 천재적인 재능을 가진 것으로 인정받았다. 어느 날 서예가(書藝家)인 소양(蕭樣)과 함께 세상에 평판이 자자한 태산(泰山)에 거주하는 한 도사(道士)에게 비석과 비문을 제작해달라는 의뢰를 받았으며, 의뢰를 수행하러 태산으로 가던 도중 소양과 함께 양산박(梁山泊) 산적들에게 납치당했다. 이후 김대견과 소양은 자신들에게 의뢰를 한 태산의 도사의 정체가 강주(江州)의 옥리(獄吏)인 대종(戴宗)이라는 사실을 알았으며, 대종의 친한 친구인 오용(吳用)이 강주에 유배된 뒤 처형될 위기에 처한 송강(宋江)을 동경(東京)으로 호송하라는 내용의 가짜 편지를 써 송강을 호송하는 부대가 양산박 근처에 오면 송강을 구하자는 계획을 실천하기 위해 김대견과 소양을 납치했다는 것을 깨달았다. 그 뒤 양산박 산적들이 김대견과 소양의 가족을 양산박으로 데려왔으며, 결국 김대견과 소양은 어쩔 수 없이 양산박의 일원이 되었다.
이후 비록 가짜 편지는 완벽하게 만들어졌으나 인감을 선택하는 과정에서 오용이 실수를 범해 편지가 가짜인 것이 들통났으며, 대종 또한 체포되어 처형될 위기에 처하자 결국 양산박 산적들이 유배지로 가 송강과 대종을 구출했다. 그 뒤에는 인감 · 증거문(證據文) 등의 제작 및 관리를 담당했다.
108성 집결 이후에도 계속 같은 일을 담당했으며, 요나라(遼) 및 전호(田虎)와의 전투에서 승리한 것을 기념하여 제작된 비석의 비문을 새기는 등 김대견의 활약은 계속되었다. 이후 왕경(王慶)와의 전투에서 소양과 배선(裴宣)과 함께 왕경의 포로가 되었을 때에는 항복을 권유하며 고문을 가해오는 적에게 저항하며 버텼다. 왕경 일행을 평정한 뒤에는 동경으로 개선했으며, 이후 황제(皇帝) 휘종(徽宗)의 눈에 들어 조정 대신들의 인수(印綬)를 제작하는 관직에 천거되었다. 결국 송강은 어쩔 수 없이 함께 천거된 황보단(皇甫端)과 함께 김대견을 조정으로 보냈으며, 그 뒤 김대견은 조정에서 생애를 마감했다.